# Jean Boldt
Jean Boldt, właśc. Johan Carl Emil Boldt (19 kwietnia 1865 w Kuopio, zm. 16 maja 1920 w Vantaa) – fiński adwokat i dziennikarzem, propagator teozofii i anarchizmu.

## Życie
Boldt urodził się we wschodnio-fińskim mieście Kuopio. Studiował prawo na Uniwersytecie Helsińskim, który ukończył w 1886. W XIX wieku zainteresował się socjalizmem, tołstoizmem i teozofią. W latach 1896–1898 był redaktorem pacyfistycznego pisma „Humanitas”. Które zostało rozwiązane, gdy założyciel Matti Kurikka został zesłany do Ameryki Północnej. W 1900 Boldt i Pekka Ervast założyli czasopismo teozoficzne „Uusi Aika”.
W pierwszych latach XX wieku Boldt przeszedł z tołstojanizmu do socjalizmu, ale jego poglądy uznano za zbyt radykalne i nie został przyjęty do Partii Socjaldemokratycznej. W latach 1910 \stał się anarchistą. Po rewolucji lutowej 1917 zorganizował demonstracje przy katedrze w Helsinkach. W tym samym czasie tołstojański anarchista Arvid Järnefelt odbywał spotkania w katedrze, a także w kilku innych kościołach w Helsinkach. Od początku czerwca Boldt i jego zwolennicy zbierali się codziennie. Próbował także ustawić uzbrojoną straż w odpowiedzi na socjaldemokratyczną Czerwoną Gwardię i prawicową Białą Gwardię, ale nigdy się to nie udało.
W końcu 17 czerwca Boldt przewodził grupie anarchistów, którzy przejęli katedrę w Helsinkach. Po 18-godzinnym oblężeniu milicja wtargnęła do kościoła i aresztowała Boldta, co wywołało zamieszki na placu Senatu. Według doniesień prasowych Boldt miał 400 zwolenników. Został zabrany do szpitala psychiatrycznego w Niuvanniemi, ale jego zwolennicy nadal przez kilka tygodni organizowali demonstracje pod katedrą.
Boldt zmarł w helsińskiej dzielnicy Kulosaari w 1920 w wieku 55 lat. Jego ostatnie dzieło obejmuje zbiór poezji szwedzkojęzycznej i broszur na temat prostytucji, militaryzmu i ochrony zwierząt.

## Rodzina
Boldt urodził się w rodzinie generała Johana Didrika Boldta i Anny Christiny Frosterus, która była córką biskupa diecezji Oulu, Roberta Frosterusa. Jego braćmi byli miejscowy historyk Robert Boldt (1861–1923), autor Alexander Boldt (1873–1956) oraz filozof religii i socjalista Georg Boldt (1862–1918).

## Wybrane prace
- Prostitutionens reglementering och läkaresällskapet (1896)
- Ett upprop mot militarismen (1901)
- Kors-sånger 1 (1909)
- Det stora dårhuset (1916)